# Raphaël Évaldre
Raphaël Évaldre est le principal maître-verrier actif à Bruxelles durant la période Art nouveau.

## Biographie
Raphaël Évaldre est né à Lille en France le 22 mars 1862 et est mort le 25 mai 1938. Il fut le disciple de Louis Comfort Tiffany et diffusa le verre américain dans l'Art nouveau bruxellois.
Il a collaboré avec de nombreux architectes Art nouveau comme Victor Horta, Paul Hankar, Paul Saintenoy, Léon Delune ou encore Jules Brunfaut.

## Quelques œuvres

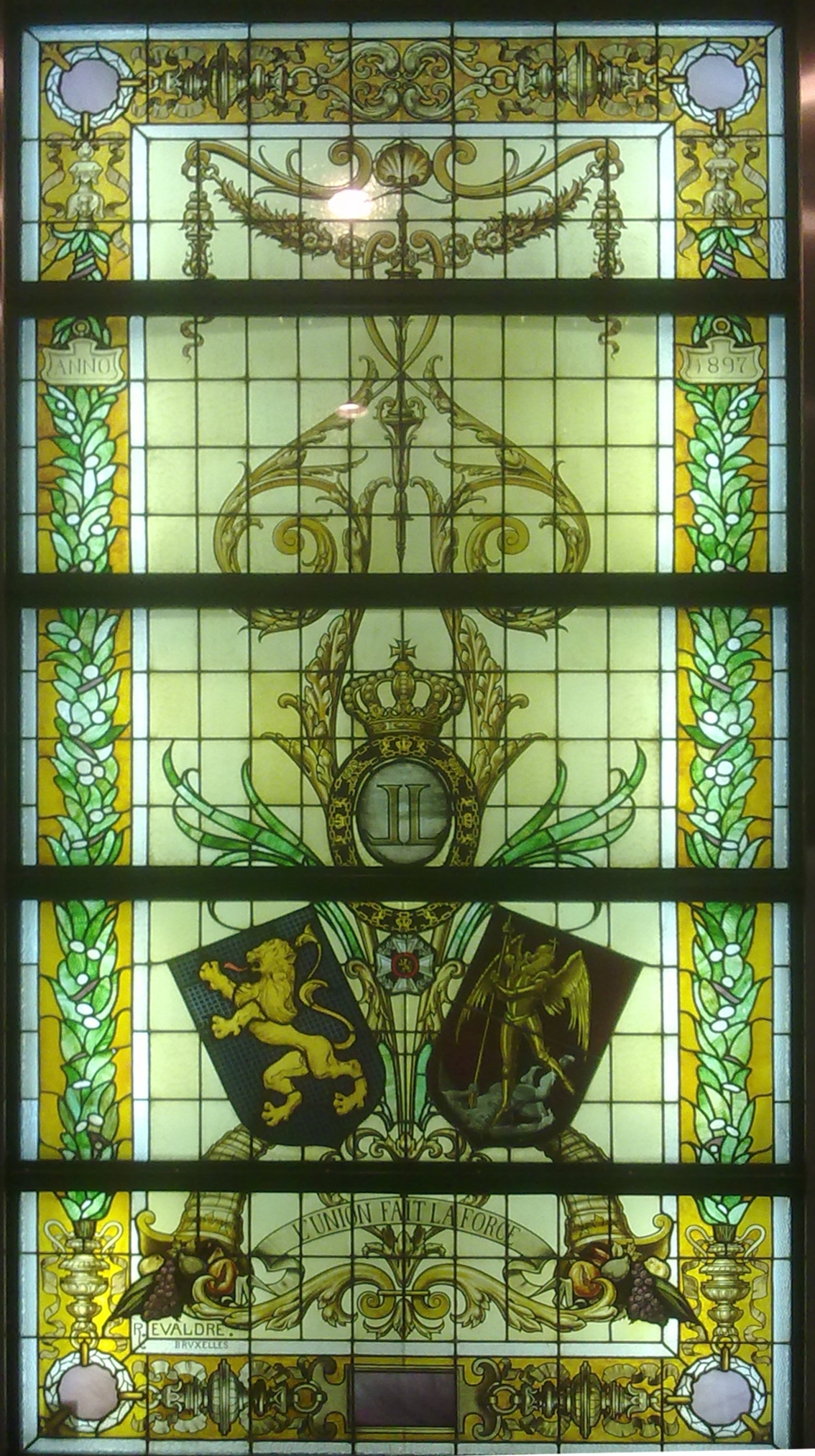
Vitrail de la Gare du Luxembourg à Bruxelles.

Raphaël Évaldre a réalisé, entre autres, les vitraux des édifices Art nouveau suivants :
- 1893 : Hôtel Tassel, rue Paul-Emile Janson 6 (architecte Victor Horta)[3]
- 1895 : Hôtel Solvay, avenue Louise 224 (architecte Victor Horta) [4]
- 1897 : Hôtel Van Eetvelde, avenue Palmerston 4 (architecte Victor Horta)[3]
- 1897 : Vitrail Monogramme Léopold à la Gare de Bruxelles-Luxembourg[5]
- 1897 : Hôtel Saintenoy, rue de l'Arbre Bénit 123 (architecte Paul Saintenoy)[6],[7] :
  - vitrail La vague, dans le grand salon, d'après un carton de Privat Livemont
  - vitrail La vague, dans la cage d'escalier de l'escalier
- 1900 : Maison Devalck, rue Van Hasselt, 32 à Schaerbeek (architecte Gaspard Devalck)
- 1903 : Hôtel Hannon, rue de la Jonction 1 (architecte Jules Brunfaut)[2]
- 1904 : rue du Lac 6 (architecte Ernest Delune)[8]